# Безвременска Аделајн
Безвременска Аделајн (енгл. The Age of Adaline) амерички је љубавни и фантастични филм из 2015. године у режији Лија Кригера Толанда, по сценарију Џ. Милса Гудлоуа и Салвадора Пасковица. Насловну улогу тумачи Блејк Лајвли, док споредне улоге предводе Михил Хаусман, Кети Бејкер, Аманда Кру, Харисон Форд и Елен Берстин. Прича, коју приповеда Хју Рос, прати Аделајн Боуман, младу жену која престаје да стари након што је доживела саобраћајну несрећу са 29 година.
Филм су продуцирали Sidney Kimmel Entertainment и Lakeshore Entertainment. У октобру 2013. Лајвлијева је потписана за главну улогу, а Кригер за режију. Снимање се одвијало у Ванкуверу, између 5. марта и 5. маја 2014.
Премијерно је приказан 19. априла 2015. године у Њујорку. Добио помешане критике критичара, док су многи похвалили глуму Лајвлијеве и Форда, а често је наведен као један од њихових најбољих дела последњих година. Остварио је скроман успех на биоскопским благајнама, зарадивши 65,7 милиона долара широм света, наспрам буџета од 25 милиона долара. Номинован је за две награде Сатурн: једну за најбољу филмску фантазију и другу за најбољу глумицу за Лајвлијеву.

## Радња
Након што скоро осам деценија чудесно има 29 година, Аделајн Боуман је живела усамљенички живот и никада није дозволила себи да се приближи некоме ко би могао открити њену тајну. Али случајни сусрет са харизматичним филантропом Елисом Џоунсом поново покреће њену страст за животом и романсом. Када викенд са родитељима прети да открије истину, Аделајн доноси одлуку која ће јој заувек променити живот.

## Улоге
| Глумац              | Улога             |
| ------------------- | ----------------- |
| Блејк Лајвли        | Аделајн Боуман    |
| Михил Хаусман       | Елис Џоунс        |
| Харисон Форд        | Вилијам Џоунс     |
| Елен Берстин        | Флеминг Прескот   |
| Кети Бејкер         | Кети Џоунс        |
| Аманда Кру          | Кики Џоунс        |
| Линда Бојд          | Реган             |
| Анџали Џеј          | Кора              |
| Ричард Хармон       | Тони              |
| Марк Ганиме         | Кејлеб            |
| Баркли Хоуп         | Стенли Честерфилд |
| Крис Вилијам Мартин | Дејл Давенпорт    |
| Хиро Канагава       | Кенет             |
| Лејн Едвардс        | др Лари Левин     |
| Питер Џ. Греј       | Клеренс Џејмс     |
| Кејт Акон           | др Рис            |
| Џејн Крејвен        | Миријам Прескот   |